# Valle-Marigliano
Valle-Marigliano è una frazione del Comune di Mercato San Severino, in provincia di Salerno.

## Trasporti

### Principali arterie stradali
La frazione sorge lungo la  SP4 Innesto SS 18(Camerelle)-Roccapiemonte-Mercato San Severino, che collega Nocera Superiore a Mercato San Severino, terminando presso Curteri.

### Ferrovie
La frazione è servita dalla Stazione di Valle di Mercato San Severino, posta sul tronco comune alle linee Cancello-Avellino e Nocera Inferiore-Mercato San Severino.